# Kraftwerk Höchst
Das Kraftwerk Höchst war ein zwischen 1910 und 1911 errichtetes Steinkohlekraftwerk in Höchst am Main, seit 1928 Stadtteil von Frankfurt am Main. Es diente vorrangig der Versorgung des hessischen Regierungsbezirke Wiesbaden mit elektrischem Strom, zu dessen Zweck die Frankfurter Lahmeyer AG das Tochterunternehmen Main-Kraftwerke AG gründete. Von Höchst aus, wo sich auch ihr Firmensitz befand, baute sie ein Netz an Hochspannungsleitungen und stellte zusammen mit den Wasserkraftwerken an der Lahn und benachbarten Energieversorgungsunternehmen einen Verbundbetrieb her.
1999 wurde das Kraftwerk wegen mangelnder Rentabilität stillgelegt und als Reserve beibehalten, ehe es 2004 abgerissen wurde. Auf dem Gelände befindet sich heute der Firmensitz des MKR-Nachfolgeunternehmens Syna, zudem ist die ehemalige Kraftwerksschaltanlage bis heute als Umspannwerk in Betrieb.

## Geschichte

### Planung und Realisierung
In Höchst am Main, das seit Mitte des 19. Jahrhunderts ein bedeutender Standort der chemischen Industrie ist, plante die Frankfurter Elektrizitäts-AG vormals W. Lahmeyer & Co. (EAG) den Bau eines Kraftwerks. Intention war eine Expansion elektrizitätswirtschaftlicher Unternehmungen im Raum Höchst. Am 4. Juli 1910 begannen die Bauarbeiten für das Kraftwerk, das die Stadt Höchst und die umliegenden Gemeinden am Vortaunus mit Strom versorgen sollte. Die Überlandzentrale am Großen Wingertsweg (heute An der Schützenbleiche) entstand auf dem alten Fabrikgelände der Farbwerke Meister, Lucius & Brüning, die ihr Stammwerk inzwischen etwa einen Kilometer stromabwärts verlegt hatten. Ausführendes Unternehmen beim Bau war die Jos. Kunz Söhne, die bereits die Fabrikgebäude der genannten Farbwerke errichtet hatte.
Etwa einen Monat nach Baubeginn initiierte die EAG zusammen mit dem Kölner Draht- und Kabelhersteller Felten & Guilleaume mit ihrem Frankfurter Dynamowerk (Felten & Guileaume–Lahmeyer-Werke AG), dem Hessischen Provinzialverband und Persönlichkeiten der Frankfurter Wirtschaft die Gründung der Main-Kraftwerke AG (MKW), die am 16. August 1910 vollzogen wurde. Dieses neue Unternehmen sollte sowohl das Kraftwerk betreiben, als auch von ihm ausgehend die Elektrifizierung der umliegenden Region voranbringen. Nur ein Jahr nach Baubeginn ging das Kraftwerk in seiner ersten Ausbaustufe am 14. Mai 1911 in Betrieb, nachdem der Rohbau schon Ende 1910 fertiggestellt war. Am 11. Dezember 1911 fand im Rahmen einer Feierstunde die offizielle Eröffnung statt.
Das Kraftwerksgebäude bestand aus dem Kesselhaus am Mainufer, wo sich auch die Verladeeinrichtung für die per Schiff angelieferte Kohle befand, und dem quer an die Nordfront des Kesselhauses angebauten Maschinenhaus. An der Ostseite des Maschinenhauses zur Stadt Höchst orientiert lag das Schaltergebäude mit einem dreiachsigen Wellgiebel im Jugendstil sowie das nördlich daran anschließende traufständige Verwaltungsgebäude. Das Maschinenhaus erhielt zwei Synchrongeneratoren von je 2,2 MW Leistung welche Dreiphasenwechselstrom bei einer Generatorspannung von 10 kV lieferten. Zum Zeitpunkt der Inbetriebnahme wurde die Stadt Höchst und 28 weitere, umliegende Gemeinden mit Strom versorgt. Die im Jahr 1911 im Kraftwerk erzeugte Menge an elektrischer Energie betrug 1.939.755 kWh.

### Erweiterungen
Die Expansion der Main-Kraftwerke machte mehrere Leitungssteigerungen im Kraftwerk in kurzer Zeit nötig. Von Höchst aus wurden nun große Teile des Taunus mit Strom versorgt. Über eine Umformerstation in Bommersheim wurde die Versorgung der Taunusbahnen der Frankfurter Lokalbahn AG gewährleistet. 1913 wurde ein 5000-kW-Turbosatz installiert, im selben Jahr wurde ein Vertrag mit Elektrizitätswerk Westerwald AG in Marienberg über gegenseitige Stromlieferung verabschiedet. Hierzu entstand von Höchst aus die erste Hochspannungsleitung der MKW zum Kraftwerk Höhn, die mit 50 kV betrieben wurde. Eine Erweiterung der Kesselanlage folgte von 1915 bis 1917, in diesem Jahr wurde auch die Leitung vom Kraftwerk nach Höhn fertiggestellt. Im Jahr 1922 wurde ein weiterer Turbosatz mit 10.000 kW Leistung installiert, womit sich eine Gesamtleistung des Kraftwerks von 19.500 kW ergab.
Mit dem ab 1924 vorangetriebenen Anschluss des Versorgungsgebiets der MKW an die Nord-Süd-Leitung des RWE, seit 1923 die Muttergesellschaft der MKW, entstand am Kraftwerk eine neue Schalt- und Umspannanlage. Auf Basis eines 1924 mit dem Bayernwerk abgeschlossenen Vertrag über den Bezug von 10.000 kW Leistung entstand von Höchst aus eine zunächst mit 50 kV betriebene 110-kV-Leitung zum Kraftwerk Dettingen, die dazwischen im Umspannwerk Kelsterbach an das 220-kV-System des RWE angebunden wurde. Ein weiterer Stromvertrag mit den Städten Mainz und Wiesbaden über eine gegenseitige Lieferung bei Störfällen führte 1925 zum Bau einer 50-kV-Leitung nach Wiesbaden.
In den 1930er Jahren wurde das Kraftwerk Höchst in ein Spitzenlastkraftwerk umgewandelt, da die MKW nun hauptsächlich Strom vom RWE bezogen. Auch während des Zweiten Weltkriegs blieb das Kraftwerk in Betrieb.
In den 1950er Jahren wurde das Kraftwerk modernisiert und um eine Vorschaltanlage mit 8000 kW Leistung erweitert. 1960 wurde ein zweiter Kraftwerksblock mit einem Turbosatz von 64 MW Leistung in Betrieb genommen. Im selben Jahr schlossen die MKW ihren 110-kV-Leitungsring mit der Verbindung Niedernhausen – Höchst. 1989 erhielt das Kraftwerk eine Anlage zur Rauchgasentschwefelung. 

### Ende
1999 wurde das Kraftwerk wegen mangelnder Rentabilität stillgelegt, nachdem es zuletzt nur noch aushilfsweise in Betrieb war. Im Juni 2001 fusionierten die MKW mehreren süddeutschen Energieversorgungsunternehmen im RWE-Besitz zur Süwag Energie AG. Firmensitz der neuen Gesellschaft blieb weiterhin der bisherige Hauptsitz der MKW in Höchst. Zwischen 2004 und 2005 wurden das Kraftwerksgebäude und die beiden Kamine abgerissen, an ihrer Stelle entstand ein neues Verwaltungsgebäude der Süwag.
Noch in Betrieb ist die ehemalige Kraftwerksschaltanlage, die 1925 als Innenraumanlage in Betrieb genommen wurde. Sie ist heute (2024) als 110-/20-kV-Umspannanlage der Syna (Netzsparte der Süwag) in Betrieb. Neben der Funktion als Knotenpunkt im 110-kV-Netz der Syna dient sie auch zur Versorgung des Industrieparks Höchst. Das charakteristische Abspannportal für die über den Main führenden Freileitungen existiert ebenfalls noch und wurde im Laufe der Jahre erneuert.

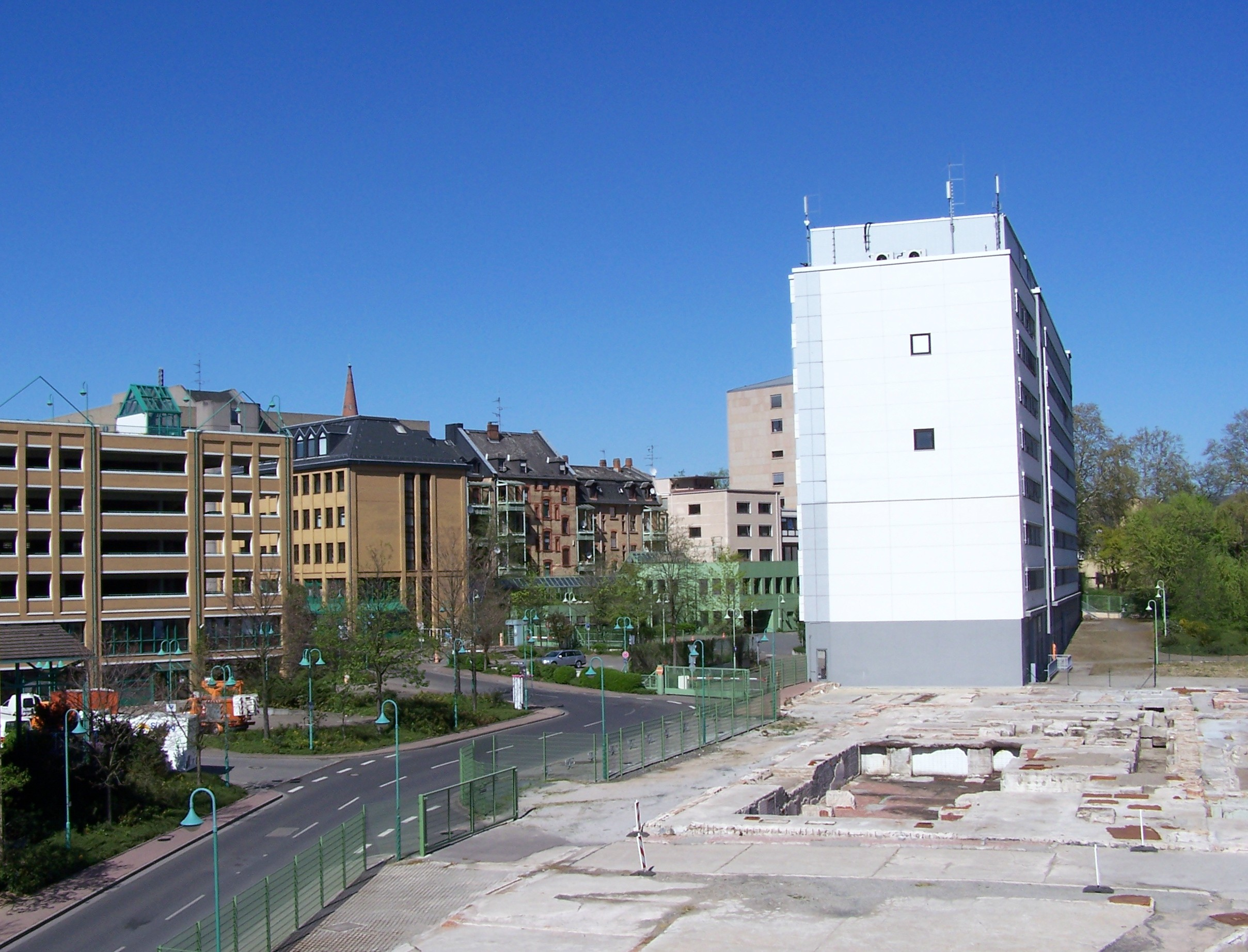
Brachliegendes Gelände am Standort des abgerissenen Kraftwerks
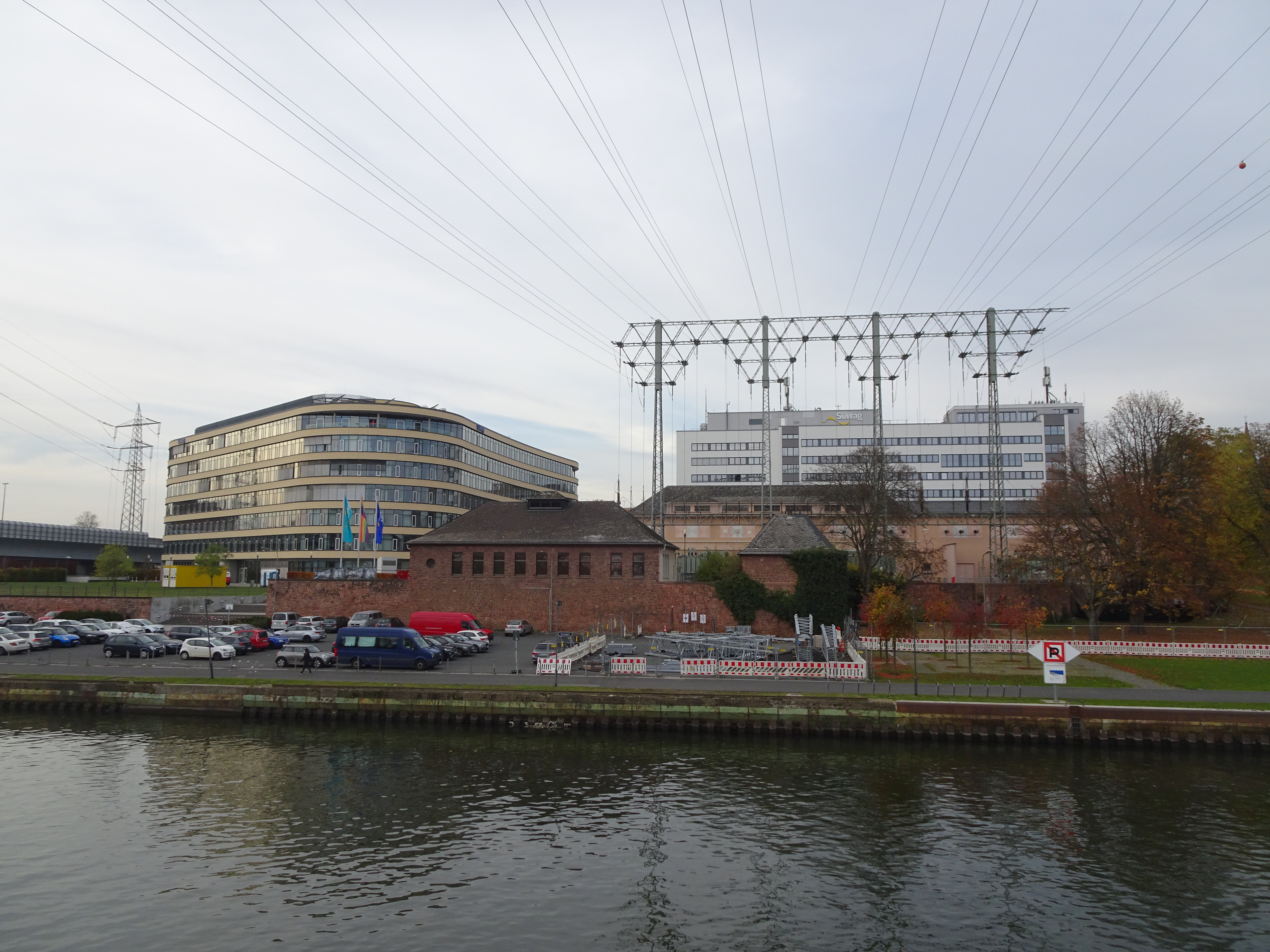
Süwag-Firmensitz am ehemaligen Kraftwerksstandort und erhaltenes Umspannwerk mit abgehenden Freileitungen

## Technische Daten

### Kraftwerk
| Block | Inbetrieb- nahme | Stilllegung | Netto- leistung | Ausgangs- spannung am Generator | Dampfleistung |
| ----- | ---------------- | ----------- | --------------- | ------------------------------- | ------------- |
| 1     | 1911             | 1999        | 27,5 MW         | 10 kV                           |               |
| 2     | 1960             | 1999        | 64 MW           |                                 | 200 t/h       |

### Schaltanlage / Umspannwerk

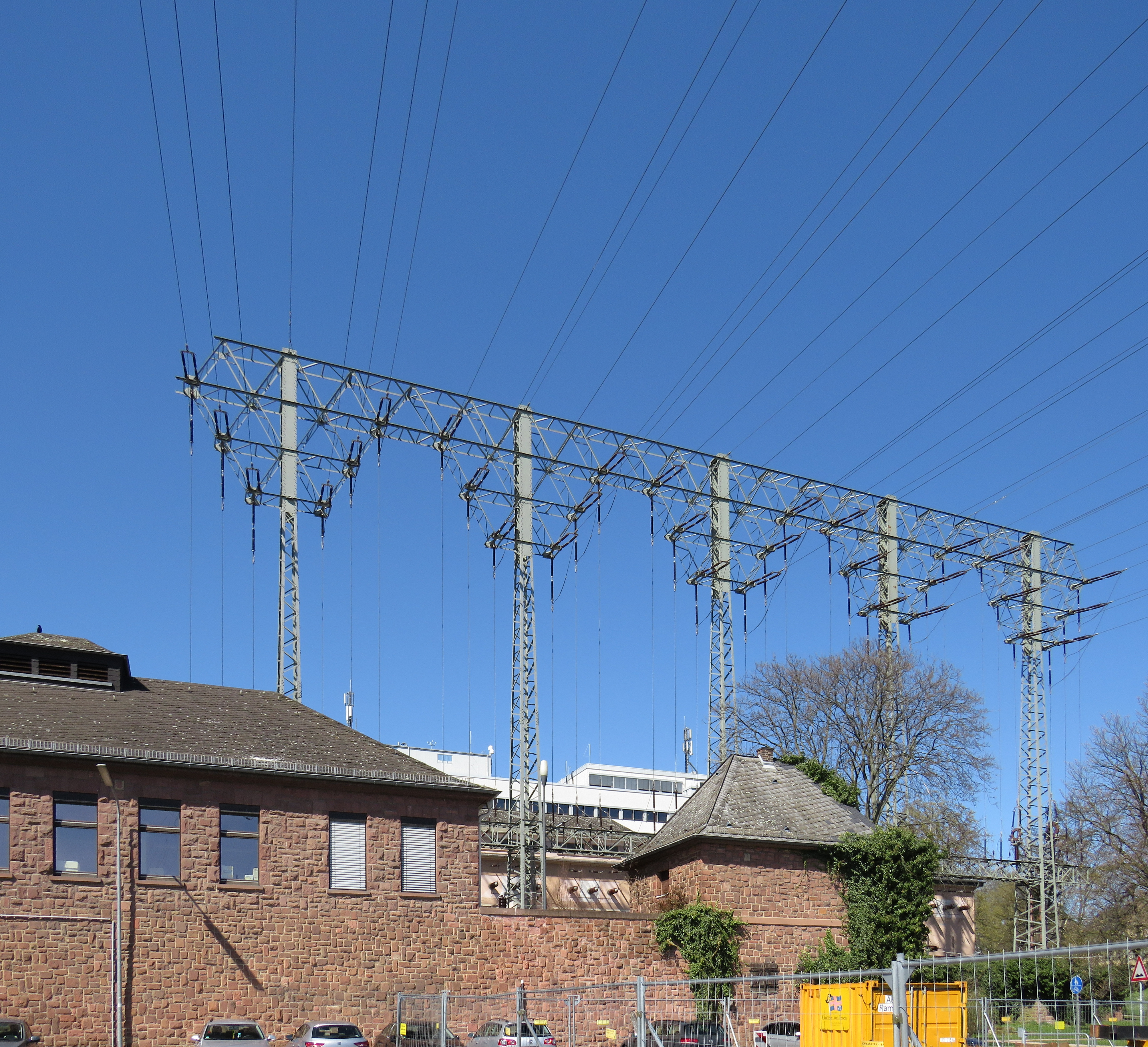
Abgehende Freileitungen am Umspannwerk Höchst, April 2018

| Netzbetreiber | Spannung              | Name des Stromkreises         | Trassenbezeichnung         | Zielort/-station                   | Baujahr                                                             | Bemerkungen |
| ------------- | --------------------- | ----------------------------- | -------------------------- | ---------------------------------- | ------------------------------------------------------------------- | --- |
|               | 110 kV                | 110 kV Sindlingen Nord        | Bl. 3017 Höchst – Marxheim | Farbwerke Höchst Süd → Hattersheim | 1960                                                                | Ursprüngliche Leitungsführung Höchst – Niedernhausen, in den 1970er Jahren Umverlegung entlang der B 40 und Einbindung in die UA Marxheim |
| 20 kV         | 20 kV Kläranlage 2    | Sindlingen Kläranlage         | Bl. 3017 Höchst – Marxheim |                                    | 1960                                                                | Ursprüngliche Leitungsführung Höchst – Niedernhausen, in den 1970er Jahren Umverlegung entlang der B 40 und Einbindung in die UA Marxheim |
| 20 kV         | 20 kV Hattersheim     | Hattersheim                   | Bl. 3017 Höchst – Marxheim | 1925                               | In Teilen für 110 kV isoliert, teilweise Erdverkabelung nach 2009   | |
| 110 kV        | 110 kV Höchst West    | Bl. 3018 Höchst – Kelsterbach | Kelsterbach                | 1925                               |                                                                     | |
| 110 kV        | 110 kV Höchst Ost     | Bl. 3018 Höchst – Kelsterbach | Kelsterbach                | 1925                               |                                                                     | |
| 110 kV        | 110 kV Oberursel Ost  | Bl. 3019 Höchst – Bommersheim | Bommersheim                | 1956                               |                                                                     | |
| 20 kV         | 20 kV Griesheim Nord  | Bl. 3019 Höchst – Bommersheim | Griesheim                  | 1956                               | Isoliert für 110 kV, Umstellung auf diese Spannungsebene vorgesehen | |
| 20 kV         | 20 kV Griesheim Süd   | Bl. 3019 Höchst – Bommersheim | Griesheim                  | 1956                               | Isoliert für 110 kV, Umstellung auf diese Spannungsebene vorgesehen | |
| 110 kV        | 110 kV Rödelheim West | Bl. 3019 Höchst – Bommersheim | Westerbach                 | 1956                               |                                                                     | |